# Публий Бебий Италик
Публий Бебий Италик (на латински: Publius Baebius Italicus) е политик и военен на Римската империя през 1 век.
Произлиза от фамилията Бебии от Канузиум в Северна Италия. По времето на император Веспасиан Италик става народен трибун. За успехите му във войната против хатите император Домициан го награждава. От 84/85 до 86/87 г. той е управител на провинция Ликия и Памфилия. През 90 г. Италик е суфектконсул заедно с Гай Аквилий Прокул.
Италик е вероятно авторът на Ilias Latina, написана по времето на Нерон.